# ألكسندر بتروف (منافس ألعاب قوى)
ألكسندر بتروف (بالروسية: Александр Петров)‏ (و. 1986  م) هو منافس ألعاب قوى روسي، ولد في بريانسك، شارك في الألعاب الأولمبية الصيفية 2012.

## روابط خارجية
- ألكسندر بتروف على موقع الاتحاد الدولي لألعاب القوى (الإنجليزية)
- ألكسندر بتروف على موقع اللجنة الأولمبية الدولية (الإنجليزية)
- ألكسندر بتروف على موقع أوليمبيديا (الإنجليزية)